# Dendrophyllia alcocki
Dendrophyllia alcocki är en korallart som först beskrevs av Wells 1954.  Dendrophyllia alcocki ingår i släktet Dendrophyllia och familjen Dendrophylliidae. Inga underarter finns listade i Catalogue of Life.